# 77th Street (linea IRT Lexington Avenue)
77th Street, conosciuta anche come 77th Street-Lenox Hill Hospital, è una fermata della metropolitana di New York situata sulla linea IRT Lexington Avenue. Nel 2019 è stata utilizzata da 7 821 286 passeggeri. È servita dalla linea 6 sempre e dalla linea 4 solo di notte. Durante l'ora di punta del mattino in direzione Manhattan e l'ora di punta del pomeriggio in direzione Bronx fermano anche le corse espresse della linea 6.

## Storia
La stazione fu aperta il 17 luglio 1918. Venne ristrutturata nel 2003.

## Strutture e impianti
La stazione è sotterranea, ha due banchine laterali e due binari. È posta al di sotto di Lexington Avenue e non ha un mezzanino, ognuna delle due banchine ospita infatti un gruppo di tornelli con due scale che portano all'incrocio con 77th Street.

## Interscambi
La stazione è servita da alcune autolinee gestite da NYCT Bus.
- Fermata autobus